# ウミニナ
ウミニナ（海蜷、学名：Batillaria multiformis）は、吸腔目ウミニナ科に分類される塔形の巻貝の一種。極東に分布し、淡水の影響のある海岸や河口といった汽水環境の、主に砂泥や砂礫などの（干潟）に生息する。時には岩礁性の環境に見られることもある。韓国名は「갯고둥」、中国名は「多形滩栖螺」（多形灘棲螺）、台湾では「多型海蜷」とも言う。
また同様の環境にはウミニナによく似た外見や生態を示す巻貝も多く、大規模な産地ではこれらの複数種が共存することも少なくない。日本ではそれらを総称して「ウミニナ」「ウミニナ類」などと呼ぶことがあるため、これらについても「日本産”ウミニナ類”」の節で述べる。

## 形態
成貝の貝殻は殻高35mm、殻径13mmほど、塔形で堅い。螺層（巻き）は8階ほどになる。巻きの中ほどが膨らみ、円錐形というより水滴形を長くした形に近い。貝殻の色は灰色や灰褐色が多いが、縫合（巻きの繋ぎ目）の下側に白い帯模様が入るものも多い。
螺肋（巻きに沿った線）は5本で、それが不規則に区切られた煉瓦積みのような細かい彫刻のように貝殻表面を覆っている。縫合のやや下には低いイボ状突起が並んで肩を形成することがあるが、この突起列は個体や個体群によって強弱の変化が激しく、全く見られない場合も多い。殻口は比較的大きな半円形で、外側は黒地に白い縞模様がある。内側は白い滑層（陶器のような質感の層）が発達し、特に殻口内唇の上部には三角形に張り出した滑層瘤（かっそうりゅう）ができる。蓋は角質円形の多旋型で濃褐色をしており、周縁には半透明褐色の薄い膜状部がある。
ただし本種は貝殻の個体変異が多く、黒っぽい、白っぽい、殻の膨らみが弱い、イボ状突起が発達する、滑層瘤がない、殻口が小さいなど、先述の特徴に当てはまらない個体も見かけられる。学名の種小名"multiformis"も「多形」を意味する。類似種を含めた所謂ウミニナ類の中では、殻の中ほどが膨らむこと、体全体に比べて体層（殻の最下層）と殻口が比較的大きいことなどで他種と区別できるが、個体変異により同定が難しい場合があり、特に殻口が完成していない幼貝ではホソウミニナとの識別が困難である。

## 生態
日本では陸奥湾（青森県）にいる孤立した個体群が北限で、その南の生息水域は、太平洋側では長面浦（宮城県石巻市）、日本海側では能登半島（石川県）である。日本以外では朝鮮半島と中国沿岸に分布する。南西諸島に分布するのは同属のリュウキュウウミニナ B. flectosiphonata である。
河口や内湾などの汽水域に生息し、干潟の砂泥上に群れをなす。多産地では潮間帯上部の一定区域がウミニナで埋め尽くされる。砂泥上に多いが、付近の転石帯や岩の上などにも見られる。和名に「海」とあるが、ある程度は淡水の影響がある所でないと見られない。ホソウミニナと同所的に生息する場所では、ウミニナの方が高潮位に生息することが報告されている。
干潮時に地上を這い、主にデトリタスを摂餌する。ただし這う時間は20-30分ほどで、じっとしている時間の方が長い。砂泥に半ば埋まったものもよく見られる。たまに殻上に背の高い小さなカサガイが付着したものがある。これはユキノカサガイ科のツボミガイで、他にも少数ながらフジツボやカキが付着したものもいる。

## 繁殖
雌雄異体で、交尾によって繁殖する。卵と幼生は東京湾産の個体が7月中旬に水槽内で産卵したもので観察されている。それによれば、卵は卵鞘に入った形で産まれ、1個の卵鞘は長さが約620µm（＝0.62mm）、幅が約451µmほどの楕球型で、内部には5～9個の胚が入っており、それぞれの卵鞘は相互に長軸方向に複数つながって全体が紐状となっている。
産卵後3日目には平均殻径204µm、およそ1巻きの丸い貝殻をもったベリジャー幼生が孵化し、自由に水槽内を泳ぎまわると同時に、しばしば動きを止めて水槽底にとどまるのが観察された。このまま餌の補給なしで1週間を経たのち、より深い水槽に移してクロレラを与えたところ、ベリジャー幼生の消化管内にクロレラが取り込まれたことから、自然界でもプランクトン生活をしながら植物プランクトンを食べていることが推察されている。しかしこの観察では、その3日後（孵化から10日後）には成長も変態もしないまま全個体が斃死してしまったため、それ以上の詳細は不明となっている。
このようなプランクトン生活をするベリジャー幼生期を経る発生様式は、イボウミニナやフトヘナタリなどと共通のものである。しかし形態・生態ともによく似たホソウミニナのみは、このような浮遊生活期を経ずに、卵から匍匐型稚貝が直接生まれる直達発生であることが知られている。この違いが、種個体群の維持にも影響を及ぼしている可能性が指摘されている。

## 人間との関係

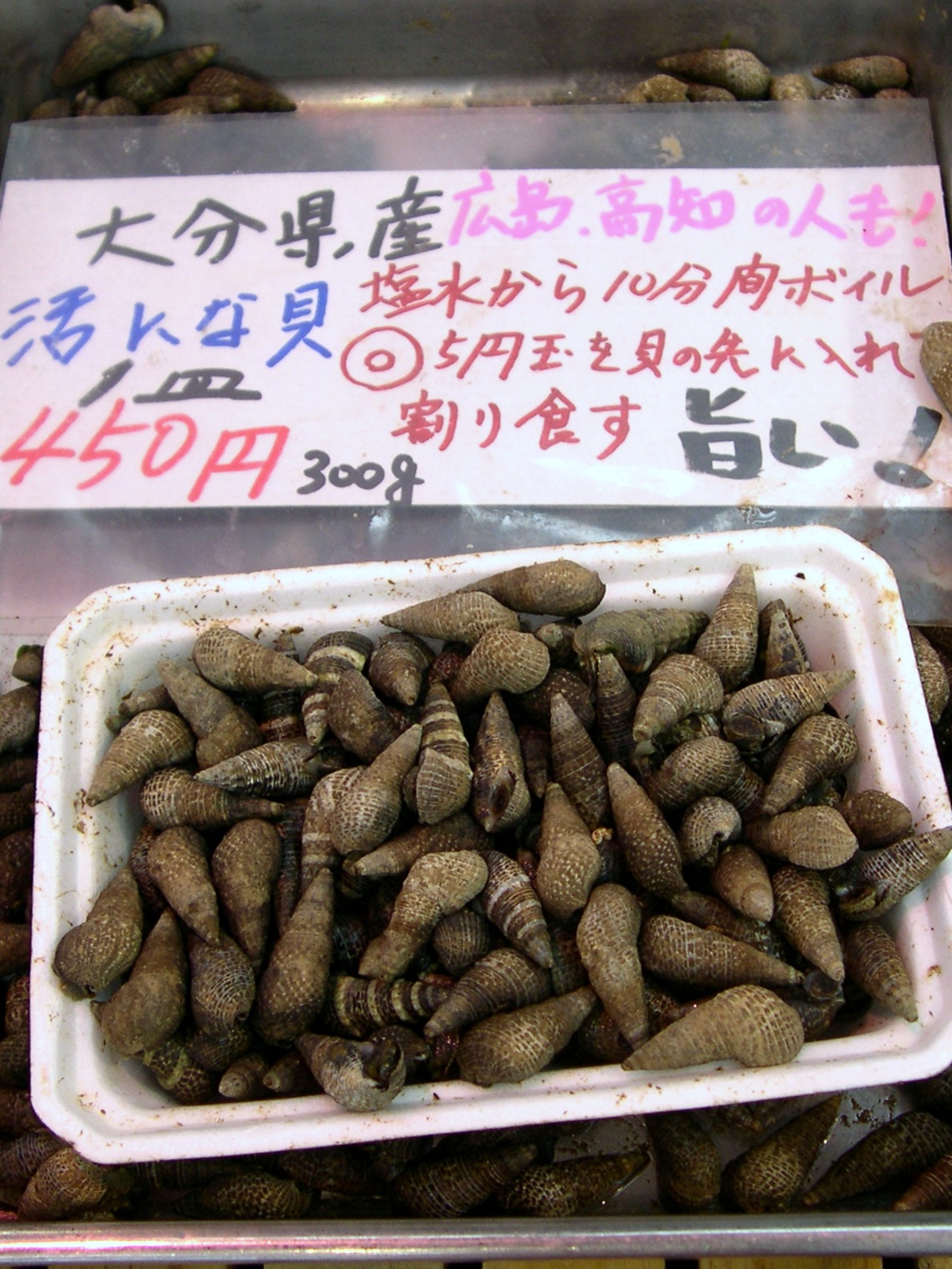
鮮魚店のウミニナ

### 利用
人や地域によってはこれらのウミニナ類を食用にする。日本ではこれらが豊富に得られる瀬戸内地方から九州にかけての地域でよく食べられ、例えば佐賀県では「ホウジャ」、長崎県では「ホウジョウミナ」などと総称し、塩茹でなどで食べる。食べる際は五円硬貨の穴で殻頂を折り、殻口から身を吸う。また台湾などではこの類を「zh:燒酒螺」と総称し、ピリ辛味に調理したものなどが街中でも売られる。食用以外には肥料としてそのまま畑に撒く人もいる。

#### ウミニナの減少と保全
ウミニナは20世紀中頃までは、その分布域内では極めて普通に見られる貝の一つであった。しかし20世紀後半に入ってからは各地で減少傾向が顕わになり、20世紀末頃には一部地域で消滅、もしくは非常に稀にしか見られない状況となった。最大の原因は生息環境の干潟が埋め立てや干拓などで激減したことによると推定されており、似た環境を好むフトヘナタリやカワアイなども同じように著しく減少した。
しかし、他のウミニナ類と生息環境がよく似ているにもかかわらず、ホソウミニナだけは生息数に大きな変化がないことから、干潟の減少以外にも何らかの要因があるとして、発生様式の違いが注目された。すなわち、ホソウミニナは直達発生のため、卵から這い出した稚貝が親貝の生息環境に直接加入し、再生産が効率よく継続されて個体群が維持されると考えられるのに対し、その他のベリジャー幼生期をもつ種では、近隣に適した干潟が少なければ、浮遊幼生がそこにたどりつけないままに消耗する率が高くなり、個体群への新規加入が困難となるとの推論がなされた。その後、ウミニナもベリジャー発生であることが確かめられたことで、先の推論どおり、産卵期である夏季の東京湾内の貧酸素化や着底可能な干潟の減少で、浮遊幼生が生き延びて無事に着底できる率が低下するために、湾内のウミニナ個体群の維持が困難になっているのではないか、との説も出されている。
岩礁海岸に生息するものとしてはカヤノミカニモリ（Clypeomorus bifasciata）が減少傾向にあり、沖縄県では準絶滅危惧（NT）、熊本県では絶滅危惧ⅠB類（EN）、長崎県では絶滅危惧ⅠA類（CR）、岡山県では絶滅危惧Ⅰ類、千葉県では最重要保護生物（A)に指定されており、愛媛県では既に絶滅したと考えられている。環境省レッドデータブックには2012年に準絶滅危惧（NT）に登録された。
一方、愛媛県では1980年代半ばには生貝がほとんど見つからずに絶滅状態に近かったものが、1998年前後からは増加傾向に転じ、その後一部の地域では多数見られるようになったという事例も報告されているが、その理由は明らかになっていない。
日本におけるウミニナの保全状態は以下のように評価されている。
| 評価主体 | 公表年 | 評価               | 備考・出典 |
| -------- | ------ | ------------------ | --- |
| IUCN     | -      | 評価なし           | 2007 IUCN Red List of Threatened Species |
| 環境省   | 2007   | 準絶滅危惧         | 貝類レッドリスト (環境省)。1991年版・2000年版は「評価なし」                                                                                              |
| 水産庁   | 1995   | 減少傾向           | 「長期的に見て減少しつつあるもの」で具体的には「漁業統計・資料等の長期的変動からみて、漸減傾向が明らかなもの」                                           |
| 千葉県   | 2000   | A（重要保護動物）  | A（重要保護動物）＝「環境省絶滅危惧 IA 類に相当する」 |
| 千葉県   | 2006   | A（重要保護動物）  | A（重要保護動物）＝「環境省絶滅危惧 IA 類に相当する」 |
| 愛知県   | 2002   | 準絶滅危惧         | [ 20 ] |
| 名古屋市 | 2004   | 絶滅危惧IA類       | [ 21 ] |
| 兵庫県   | 2003   | Aランク            | 「改訂・日本版レッドデータブックの絶滅危惧I類に相当。兵庫県内において絶滅の危機に瀕している種など、緊急の保全対策、厳重な保全対策の必要な種」            |
| 徳島県   | 2001   | 絶滅危惧II類       | [ 23 ] |
| 愛媛県   | 2003   | 準絶滅危惧(NT)     | [ 15 ] |
| 佐賀県   | 2003   | 準絶滅危惧種       | [ 24 ] |
| 宮崎県   | 2007   | 絶滅危惧IB類(EN-g) | 宮崎県環境森林部自然環境課（2007）『宮崎県版レッドリスト（2007年改訂）』                                                                                 |
| 熊本県   | 1998   | DD                 | 「評価するだけの情報が不足している種」 |
| 熊本県   | 2004   | 準絶滅危惧（NT）   | [ 26 ] |
| 鹿児島県 | 2003   | 準絶滅危惧         | [ 27 ] |
| WWFJapan | 1996   | 危険               | 危険＝「絶滅に向けて進行しているとみなされる種、今すぐ絶滅という危機に瀕するということはないが、現状では確実に絶滅の方向へ向かっていると判断されるもの」 |

## 日本産”ウミニナ類”

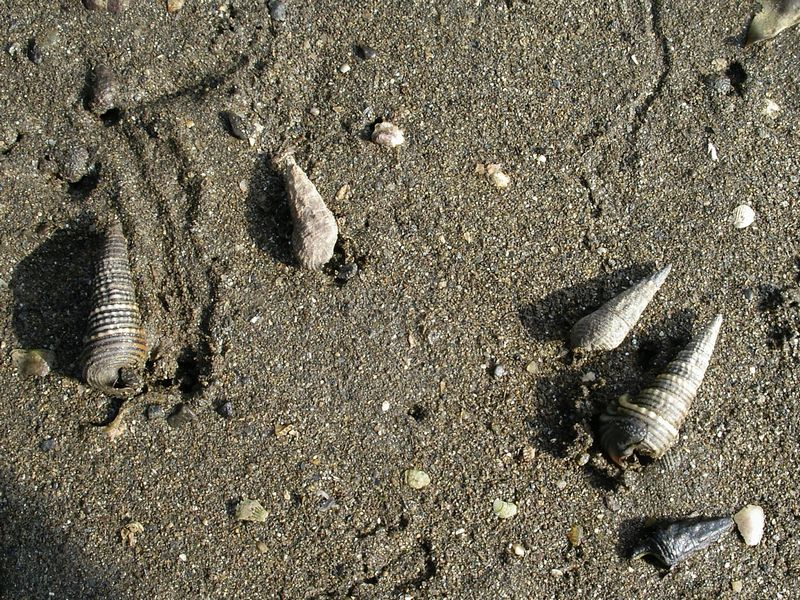
砂上のウミニナ類。左からヘナタリ、ウミニナ、ホソウミニナ、ヘナタリ、ホソウミニナ死殻。左上ではウミニナが砂に埋まっている

汽水域の干潟に生息する塔形の巻貝は、ウミニナ以外にも複数の科にまたがって様々な種類が知られる。多産地では複数種が共存しており、日本ではこれらを「ウミニナ」、「ウミニナ類」などと一括りに扱うこともある。日本産には以下のようなものがいる。

### ウミニナ科 Batillariidae
かつては Potamididae を「ウミニナ科」としていたが、メス生殖器、精子、歯舌の構造が異なることからウミニナ属が新しくウミニナ科 Batillariidae として分離され、Potamididae の和名は「キバウミニナ科」となった。
ホソウミニナ（細海蜷） Batillaria cumingii (Crosse,1862)
殻高25mm・殻径10mmほど。和名通りウミニナよりも貝殻の膨らみが弱く円錐に近いこと、殻口が小さく円形で滑層瘤がないこと、石畳模様のきめが細かいことなどで区別するが、ウミニナと似た個体も多く同定が難しい。
樺太から九州、朝鮮半島、中国北岸に分布する。また本来分布していなかったアメリカ西海岸にも分布を広げた。ウミニナと同所的に見られるが、より海水の影響が強い所を好み、ある程度の棲み分けが見られる。河口から遠いコアマモの藻場や外洋に面した岩磯の隙間等でも見られる。
イボウミニナ（疣海蜷） B. zonalis (Bruguiére,1792)
殻高40mm・殻径15mmほどで、ウミニナより大型で細長い。和名通り縫合下の突起がイボ状に発達し、凹凸が際立って見える。殻口は菱形で外縁に湾入があり、横から見ると「～」を右に倒したような線を描く。縫合下に白帯が入るが、白帯がないものもいる。ウミニナやホソウミニナにもイボ状突起が発達し白帯が入る個体がいるが、殻口で同定できる。
インド太平洋の熱帯・温帯域に広く分布し、日本では北海道南部以南で見られる。内湾の泥質-砂泥干潟に生息し、ウミニナより海側に多い。
リュウキュウウミニナ（琉球海蜷） B. flectosiphonata Ozawa,1996
殻高20mm・殻径10mmほど。殻の膨らみが弱いこと、顆粒状彫刻が強いこと、水管が強く左に曲がることなどからウミニナとは別種とされた。奄美群島以南の南西諸島に分布する。九州からの報告はウミニナの誤同定と考えられるが、今後分布を広げる可能性もある。
クワノミウミニナ（桑の実海蜷） B. bronni (Sowerby,1887)
沖縄諸島と台湾に分布する。

### キバウミニナ科 Potamididae
旧ウミニナ科で、「フトヘナタリ科」「ヘナタリガイ科」と呼ばれることもある。成体は殻口が大なり小なり外反し、水管溝が深くえぐれる。種類によっては大きく反った殻口が水管溝を覆うように張り出す。

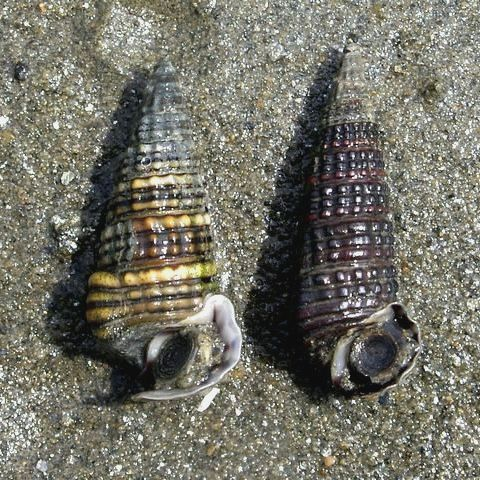
左:ヘナタリ、右:カワアイ。ヘナタリの殻口は大きく外側に反る

ヘナタリ（甲香）  Pirenella nipponica Ozawa & Reid in Reid & Ozawa, 2016
殻高40mm・殻径12mmほど。貝殻は円錐に近い。成体になると殻口がラッパ状に反り、水管が後方に曲がる独特の形になる。殻は黄白色-褐色で、3-4本ある螺肋がはっきりとしている。ウミニナよりも黄色っぽく、横しまが強く見える。
日本（能登半島・房総半島以南）、韓国、台湾、中国中部沿岸に分布する。河口干潟の砂地に生息する。和名の由来は不明だが、かつては角質の蓋が香に使われていた。徒然草にもその旨の記述と『へなたり』の名が登場する。かつては Cerithidea(Cerithideopsilla) cingulata (Gmelin,1790) などの学名が用いられたが別種である。
カワアイ（川合）  Pirenella pupiformis Ozawa & Reid in Reid & Ozawa, 2016
殻高50mm・殻径13mmほどで、九州以北のウミニナ類としては大型種である。殻は一様に黒褐色で、いくらか紫色を帯びる。表面は3本の螺肋がほぼ同じ太さの縦肋（巻きに対して垂直方向に走る線）で区切られ、四角形の顆粒が規則正しく並ぶ。また巻き数が多く、螺層は13階に達するのも特徴である。成体は殻口が反るがヘナタリほどではない。
日本（宮城県以南）から東南アジアに分布し、河口干潟の泥地に生息する。産卵期は7-8月で、泥で覆われた紐状の卵塊を産む。かつては C.(Cerithideopsilla) djadjariensis などの学名が用いられたが、これは別種の化石種である。
フトヘナタリ（太甲香）  Cerithidea moerchii (A.Adams in G. B. Sowerby II,1855)
殻高40mm・殻径20mmほどの大型種。成貝はヘナタリに似るが和名通り太く、殻頂が欠ける。殻口の反りも小さい。貝殻表面は粗い布目状、色は黄白色、灰色から黒褐色まで変異が多い。西太平洋の熱帯・亜熱帯域に分布し、日本では東京湾以南で見られる。汽水域に生息するが、大潮の満潮時のみ水に浸かるような高所に多く、他種と棲み分ける。イトカケヘナタリ（糸掛け甲香）は奄美大島以南の西太平洋熱帯域で見られるフトヘナタリの亜種とされたこともあったが、遺伝的には単なる地理変異とされる。
シマヘナタリ（縞甲香）  Cerithidea tonkiniana Mabille, 1887
殻高35mmほど。フトヘナタリに似るが縦肋が強い。中国・朝鮮半島・日本に分布する。日本の生息地は東京湾・瀬戸内海・玄界灘・有明海が知られていたが、既に東京湾と玄界灘では絶滅している。
クロヘナタリ（黒甲香）  Cerithideopsis largillierti (Philippi, 1848)
殻高25mm・殻径10mmほど。フトヘナタリに似るが小型で細長く縦肋の数が多い。殻がやや薄質で殻口が外反しないことなどから本種のみで新属が必要との説もある。西太平洋の熱帯・温帯域に分布するが、日本の生息地は東京湾・瀬戸内海・有明海だけで、東京湾では既に絶滅している。
マドモチウミニナ（窓持ち海蜷）  Terebralia sulcata (Born,1778)
殻高50mm・殻径25mmほど。殻口は大きな半円形で、外側が分厚く発達する。水管溝は発達した殻口で塞がれて「水管孔」になり、和名通り円形の「窓」が開いたようになる。殻の表面は縫合が溝状にくびれ、縦横の細い肋が交わって格子状になる。インド太平洋の熱帯域に分布し、日本では奄美郡島以南の南西諸島で見られる。マングローブの泥底に多い。
キバウミニナ（牙海蜷） Terebralia  palustris (Linnaeus, 1767)
殻高100mm・殻径40mmに達し、日本産ウミニナ類の最大種とされる。マドモチウミニナに似るが水管は殻口と繋がり、より大型で細長い。インド太平洋の熱帯域に分布するが、日本では八重山諸島だけに分布する。
センニンガイ（仙人貝） Telescopium telescopium (Linnaeus, 1767)
殻高100mm・殻径40mmの大型種。殻は整った円錐形で、螺層は20階以上ある。螺肋は3本あるが殻口付近では目立たなくなる。軸唇（貝殻の底・芯部にある突起）がねじれる。
インド太平洋の熱帯域に分布し、マングローブ地帯に生息する。日本で生体の記録はないが、八重山諸島で死殻が見つかる。

### オニノツノガイ科 Cerithiidae
オニノツノガイ科は熱帯の浅海に多くの種類がある。南日本の泥質干潟では、ウミニナ科やキバウミニナ科諸種と共にコゲツノブエという貝が見られる。
コゲツノブエ（焦げ角笛） Cerithium coralium Kiener,1841
殻高30mmほど。殻の表面に小さな半球形の顆粒が並ぶ。殻口は紡錘形で、成貝の殻口は内側に向けて肥厚し、殻口外側は「～」形に湾曲する。殻の色は和名通り黒褐色だが、灰褐色のものもいる。西太平洋と東インド洋の熱帯域、日本では紀伊半島以南に分布する。内湾の干潟やマングローブの干潮線付近の砂泥上に生息する。

### ウミニナ類の保全
ウミニナ類が生息する河口干潟は埋め立て、浚渫、干拓などが行われやすく、環境汚染もあって各地でウミニナ類生息地の消滅や減少が起こっているのは前述のと通りである。日本の環境省が作成した貝類レッドリストでは、2007年版でホソウミニナ以外の主要種が掲載された。
- 絶滅危惧I類(CR+EN) - クロヘナタリ、シマヘナタリ
- 絶滅危惧II類(VU) - イボウミニナ、カワアイ、マドモチウミニナ、キバウミニナ、コゲツノブエ
- 準絶滅危惧(NT) - ウミニナ、ヘナタリ、フトヘナタリ